# Hillsborough County, Florida
Hillsborough County är ett administrativt område i delstaten Florida, USA, med 1 229 226 invånare. Den administrativa huvudorten (county seat) är Tampa.

## Geografi
Enligt United States Census Bureau har countyt en total area på 3 279 km². 2 721 km² av den arean är land och 558 km² är vatten.

### Angränsande countyn
- Pasco County, Florida - nord
- Polk County, Florida - öst
- Hardee County, Florida - sydöst
- Manatee County, Florida - syd
- Pinellas County, Florida - väst

### Orter
- Apollo Beach
- Balm
- Bloomingdale
- Brandon
- Carrollwood
- Cheval
- Citrus Park
- Dover
- East Lake-Orient Park
- Egypt Lake-Leto
- Fish Hawk
- Gibsonton
- Keystone
- Lake Magdalene
- Lutz
- Mango
- Northdale
- Palm River-Clair Mel
- Pebble Creek
- Plant City
- Progress Village
- Riverview
- Ruskin
- Seffner
- Sun City Center
- Tampa (huvudort)
- Temple Terrace
- Thonotosassa
- Town 'n' Country
- University
- Valrico
- Westchase
- Wimauma